# Кат (притока Мологе)
Кат (рус. Кать) река је на северозападу европског дела Руске Федерације. Протиче преко териториј Новгородске и Вологодске области Десна је притока реке Мологе и део басена реке Волге и Каспијског језера.
Река Кат свој ток почиње као отока маленог језера Кривцово на око 2 km од засеока Хмелево на подручју Устјужањског рејона Вологодске области. Тече у смеру северозапада, и на крајњем истоку Пестовског рејона скреће ка североистоку.
Укупна дужина водотока је 64 km, док је површина сливног подручја 483 km².